# Fjodor Wassiljewitsch Grigorjew
Fjodor Wassiljewitsch Grigorjew (russisch Фёдор Васильевич Григорьев; * 21.jul. / 5. März 1890greg. in Lepniza, Russisches Kaiserreich; † 13. August 1954 in Moskau) war ein russischer bzw. sowjetischer Schauspieler.

## Biografie
Grigorjew wurde im heutigen Oblast Brjansk als Sohn einer armen Bauernfamilie geboren. Er arbeitete zunächst in einer Maschinenfabrik und sang nebenher in einem Laienchor.
Ab 1909 trat Grigorjew als Schauspieler in Erscheinung, zunächst auf lokalen Bühnen und im Bereich des Vaudeville. 1920 erhielt der Nachwuchsdarsteller ein Engagement in Odessa, wurde aber kurz darauf in die Rote Armee eingezogen und trat dort am Fronttheater auf. Von 1924 bis 1933 war Grigorjew an Häusern in verschiedenen Städten wie Nikolajewsk, Cherson, Odessa, Rostow am Don, Wladikawkas, Krasnodar, Taganrog, Jaroslawl und Taschkent zu sehen. Zu seinem Repertoire gehörten u. a. Verstand schafft Leiden, Kretschinskis Hochzeit, Der Revisor und Любовь Яровая (Ljubow Jarowaja) von Konstantin Trenjow. Anschließend trat er bis 1945 beim Russischen Theater Kasan auf und beschloss seine Laufbahn von 1946 bis 1953 am Maly-Theater. Grigorjew spielte auf der Bühne oftmals humoristische Rollen.
Seine Filmografie beschränkte sich zunächst auf Komparsenauftritte in zwei biografischen Werken und dem Märchenfilm Der unsterbliche Kaschtschai (1945), ehe Grigorjew in Die Welt soll blühen (1949) eine tragende Nebenrolle als Professor gab. In dem zweiteiligen Kriegsfilm Сталинградская битва (Stalingradskaja bitwa, 1949) stellte er in einem Kurzauftritt Nikita Chruschtschow dar. Letztmals war Grigorjew 1952 mit einer Bühnenaufzeichnung von Alexander Ostrowskis Richtig gut, aber das Glück ist besser vor der Kamera präsent. Es war zugleich das erste Mal, dass ein Theaterstück in der Sowjetunion für Kino- und Fernsehausstrahlungen gefilmt wurde.
Er starb 64-jährig und wurde auf dem Wwedenskoje-Friedhof bestattet.

## Ehrungen
Grigorjew war Träger folgender Titel und Auszeichnungen:
- Verdienter Künstler der Tatarischen ASSR (1936)
- Volkskünstler der Tatarischen ASSR (1939)
- Verdienter Künstler der RSFSR (1940)
- Volkskünstler der RSFSR (1945)
- Stalinpreis (1945, 1946 und 1949)

## Theaterarbeit (Auswahl)

### Russisches Theater Kasan
- Ein heißes Herz (Gorjatscheje serdze) – von Alexander Ostrowski
- Die schuldlos Schuldigen (Bes winy winowatyje) – von Alexander Ostrowski
- Беспокойная старость (Bespokoinaja starost) – von Leonid Rachmanow
- Фронт (Front) – von Oleksandr Kornijtschuk
- Glockenspiel des Kremls (Kremljowskije kuranty) – von Nikolai Pogodin
- Onkel Wanja (Djadja Wanja) – von Anton Tschechow

### Maly-Theater
- Richtig gut, aber das Glück ist besser (Prawda – choroscho, a stschastje lutschsche) – von Alexander Ostrowski
- Der Revisor (Rewisor) – von Nikolai Gogol
- Великая сила (Welikaja sila) – von Boris Romaschow
- Moskauer Charakter (Moskowski charakter) – von Anatoli Sofronow
- Kалиновая роща (Kalinowaja roschtscha) – von Oleksandr Kornijtschuk

## Filmografie
- 1936: Дубровский (Dubrowski)
- 1945: Der unsterbliche Kaschtschai (Kaschtschai Bessmertny)
- 1947: Das Leben eines großen Forschers (Miklucho-Maklai)
- 1949: Die Welt soll blühen (Mitschurin)
- 1949: Сталинградская битва (Stalingradskaja bitwa)
- 1952: Правда – хорошо, а счастье – лучше (Prawda – choroscho, a stschastje – lutschsche)